# Martín Eugenio Ortiz García
Martín Eugenio Ortiz García (León, Guanajuato, México, 26 de julio de 1961), también conocido como Martin Ortiz, es un Abogado y político mexicano. Es licenciado en administración de empresas por el Tecnológico de Monterrey, licenciado en Derecho por el Colegio de León, con maestría en Derecho con especialización en Administración Pública Municipal por parte de la Universidad Iberoamericana, postgrado en Administración Pública en la Universidad de Mánchester, Inglaterra, así como una especialización en Derecho Penal en la Universidad de Salamanca, España, además de maestro universitario y columnista.
Se ha desempeñado como asesor del Jefe del Departamento del Distrito Federal (Ramón Aguirre Velázquez) 1987-1988, subdirector de Evaluación de la Oficina de Asesoría de la Presidencia de la República 1988-1989, regidor del Ayuntamiento de León, Guanajuato 1997-2000, diputado del Congreso LVIII Legislatura del Estado de Guanajuato 2000-2003, Secretario del Ayuntamiento de León 2012-2015, litigante y asesor gubernamental. Ha contendido como candidato del Partido Revolucionario Institucional a diputado federal por el III Distrito Electoral Federal de Guanajuato en 1991 y por el VI Distrito Electoral Federal de Guanajuato en el 2009, ambos ubicados en León, Guanajuato; siempre alternando lo anterior con el ejercicio de su profesión de abogado, así como con actividades empresariales en los ramos del calzado y la industria textil.
En el año 2012, fue el principal pre-candidato del PRI para contender por la alcaldía de León, hasta que el partido finalmente decidiera proponer a Bárbara Botello Santibáñez por su gran popularidad a nivel local, aún y cuando hasta ese momento ella estaba postulada como candidata a senadora. Finalmente esta última venció al candidato del PAN y fue elegida como la primera alcaldesa del municipio de León, Guanajuato. Así fue como después de 24 años ininterrumpidos de gobiernos de extracción panista en León, el PRI ganó el gobierno del H. Ayuntamiento de la ciudad.
En esas condiciones resultó que en el año 2012, Martín Ortiz llegó a la Secretaría del Ayuntamiento del Municipio de León, segundo cargo en influencia e importancia después del presidente municipal. Desde ahí, se encargó de idear y ejecutar importantes obras, sobre todo de carácter social, que buscaron redistribuir la riqueza en beneficio de algunas de las zonas marginadas del municipio de León, también conocidos como polígonos de pobreza. Martín Ortiz dotó de rumbo y contenido social al gobierno municipal de León (2012-2015), al materializar las llamadas "escuelas de vanguardia" públicas, centros MULTIPOL, y las plazas de la ciudadanía; obras que tienen como finalidad dignificar la vida de los habitantes de las zonas urbanas con mayores índices de pobreza y problemas sociales.
Actualmente es candidato a diputado federal por el VI Distrito en Guanajuato, para las elecciones que se llevarán el 7 de junio de 2015.